# ISO 3166-2:TW
ISO 3166-2:TW is een ISO-standaard met betrekking tot de zogenaamde geocodes. Het is een subset van de ISO 3166-2 tabel, die specifiek betrekking heeft op Taiwan. 
De gegevens werden tot op 15 november 2018 geüpdatet op het ISO Online Browsing Platform (OBP). Hier worden 3 steden - city (en) / ville (fr) / shih (zh) – , 6 speciale gemeenten - special municipality (en) / municipalité spéciale (fr) / chih-hsia-shih (zh) – en 13 county’s - county (en) / comté (fr) / hsien (zh) - gedefinieerd. De speciale gemeenten zijn centraal geregeerde stadsprovincies; China beschouwt ze als deel van een provincie.
Volgens de eerste set, ISO 3166-1, staat TW voor Taiwan, het tweede gedeelte is een drieletterige code.

## Codes
| Code   | Naam       | Categorie         |
| ------ | ---------- | ----------------- |
| TW-CHA | Changhua   | county            |
| TW-CYI | Chiayi     | stad              |
| TW-CYQ | Chiayi     | district          |
| TW-HSZ | Hsinchu    | stad              |
| TW-HSQ | Hsinchu    | county            |
| TW-HUA | Hualien    | county            |
| TW-KHH | Kaohsiung  | speciale gemeente |
| TW-KEE | Keelung    | stad              |
| TW-KIN | Kinmen     | county            |
| TW-LIE | Lienchiang | county            |
| TW-MIA | Miaoli     | county            |
| TW-NAN | Nantou     | county            |
| TW-NWT | New Taipei | speciale gemeente |
| TW-PEN | Penghu     | county            |
| TW-PIF | Pingtung   | county            |
| TW-TXG | Taichung   | speciale gemeente |
| TW-TNN | Tainan     | speciale gemeente |
| TW-TPE | Taipei     | speciale gemeente |
| TW-TTT | Taitung    | county            |
| TW-TAO | Taoyuan    | speciale gemeente |
| TW-ILA | Yilan      | county            |
| TW-YUN | Yunlin     | county            |